# Bufo tihamicus
A Bufo tihamicus (tihámai varangy) a kétéltűek (Amphibia) osztályának a békák (Anura) rendjéhez, ezen belül a varangyfélék (Bufonidae) családjához tartozó faj.

## Előfordulása
Az Arab-félsziget vörös-tengeri partvidékének délnyugati sávjában, Tiháma régióban, Szaúd-Arábia és Jemen területén él 400 méteres tengerszint feletti magasságig. Gyakori a vádikban és az öntözött területeken, ahol lassú folyású vagy állóvizekben szaporodik és a száraz növényzetben rejtőzik.

## Természetvédelmi helyzete
Széles körben elterjedt faj, ami jól alkalmazkodott a változó környezethez. A Természetvédelmi Világszövetség értékelése szerint nem fenyegetett.